# Argyroeides strigula
Argyroeides strigula är en fjärilsart som beskrevs av Druce 1896. Argyroeides strigula ingår i släktet Argyroeides och familjen björnspinnare. Inga underarter finns listade i Catalogue of Life.